# Campionato nordamericano femminile under 20 di pallavolo 2012
Il campionato nordamericano femminile under 20 di pallavolo 2012 si è svolto dal 21 al 26 agosto 2012 a Managua, in Nicaragua: al torneo hanno partecipato nove squadre nazionali Under-20 nordamericane e la vittoria finale è andata per la prima volta alla Rep. Dominicana.

## Impianti
|                                                                |  |  |
|                                                                |  |  |
| Polideportivo España Città: Managua Capienza: Anno d'apertura: |  |  |

## Regolamento

### Formula
Le squadre hanno disputato una prima fase a gironi con formula del girone all'italiana; al termine della prima fase:
- Le migliori due prime classificate alla fase a gironi hanno acceduto alla fase finale per il primo posto, strutturata in quarti di finale, a cui hanno partecipato solo la peggior prima classificata e le seconde classificate, semifinali, finale per il terzo posto e finale.
- Le due peggiori terze classificate alla fase a gironi hanno acceduto alla finale per il nono posto.
- Le due eliminate ai quarti di finale hanno acceduto alla finale per il quinto posto.
- La migliore terza classificata alla fase a gironi ha acceduto alla finale per il settimo posto, dove ha incontrato la vincente della finale per il nono posto.

### Criteri di classifica
Se il risultato finale è stato di 3-0 sono stati assegnati 5 punti alla squadra vincente e 0 a quella sconfitta, se il risultato finale è stato di 3-1 sono stati assegnati 4 punti alla squadra vincente e 1 a quella sconfitta, se il risultato finale è stato di 3-2 sono stati assegnati 3 punti alla squadra vincente e 2 a quella sconfitta.
L'ordine del posizionamento in classifica è stato definito in base a:
- Numero di partite vinte;
- Punti;
- Ratio dei set vinti/persi;
- Ratio dei punti realizzati/subiti;
- Risultati degli scontri diretti.

## Squadre partecipanti
| Squadra           | Qualificazione      | Ultima partecipazione |
| ----------------- | ------------------- | --------------------- |
| Antigua e Barbuda | -                   | ?                     |
| Costa Rica        | -                   | Messico 2010          |
| Cuba              | -                   | Messico 2010          |
| Guatemala         | Paese organizzatore | ?                     |
| Messico           | -                   | Messico 2010          |
| Nicaragua         | -                   | ?                     |
| Rep. Dominicana   | -                   | Messico 2010          |
| Stati Uniti       | -                   | Messico 2010          |
| Trinidad e Tobago | -                   | Messico 2010          |

## Torneo
| Girone A          | Girone B        | Girone C          |
| ----------------- | --------------- | ----------------- |
| Antigua e Barbuda | Guatemala       | Cuba              |
| Costa Rica        | Messico         | Stati Uniti       |
| Nicaragua         | Rep. Dominicana | Trinidad e Tobago |

### Girone A

#### Risultati
| 21 agosto 2012 Polideportivo España, Managua Durata: 1h:01 - Spettatori: 200 | Costa Rica | 3 - 0 | Antigua e Barbuda | 25-9, 25-9, 25-7    |
| 22 agosto 2012 Polideportivo España, Managua Durata: 0h:50 - Spettatori: 500 | Nicaragua  | 3 - 0 | Antigua e Barbuda | 25-12, 25-13, 25-12 |
| 23 agosto 2012 Polideportivo España, Managua Durata: 0h:55 - Spettatori: 200 | Nicaragua  | 0 - 3 | Costa Rica        | 10-25, 23-25, 14-25 |

#### Classifica
| Pos | Squadra           | Pt | G | V | P | SV | SP | Ratio | PF  | PS  | Ratio |
| --- | ----------------- | -- | - | - | - | -- | -- | ----- | --- | --- | ----- |
| 1   | Costa Rica        | 10 | 2 | 2 | 0 | 6  | 0  | MAX   | 150 | 72  | 2,083 |
| 2   | Nicaragua         | 5  | 2 | 1 | 1 | 3  | 3  | 1,000 | 122 | 112 | 1,089 |
| 3   | Antigua e Barbuda | 0  | 2 | 0 | 2 | 0  | 6  | 0,000 | 62  | 150 | 0,413 |

### Girone B

#### Risultati
| 21 agosto 2012 Polideportivo España, Managua Durata: 0h:57 - Spettatori: 200 | Messico         | 3 - 0 | Guatemala | 25-11, 25-11, 25-3         |
| 22 agosto 2012 Polideportivo España, Managua Durata: 1h:01 - Spettatori: 200 | Rep. Dominicana | 3 - 0 | Guatemala | 25-7, 25-3, 25-13          |
| 23 agosto 2012 Polideportivo España, Managua Durata: 1h:58 - Spettatori: 450 | Rep. Dominicana | 3 - 1 | Messico   | 25-20, 21-25, 25-16, 27-25 |

#### Classifica
| Pos | Squadra         | Pt | G | V | P | SV | SP | Ratio | PF  | PS  | Ratio |
| --- | --------------- | -- | - | - | - | -- | -- | ----- | --- | --- | ----- |
| 1   | Rep. Dominicana | 9  | 2 | 2 | 0 | 6  | 1  | 6,000 | 173 | 109 | 1,587 |
| 2   | Messico         | 6  | 2 | 1 | 1 | 4  | 3  | 1,333 | 161 | 123 | 1,309 |
| 3   | Guatemala       | 0  | 2 | 0 | 2 | 0  | 6  | 0,000 | 48  | 150 | 0,320 |

### Girone C

#### Risultati
| 21 agosto 2012 Polideportivo España, Managua Durata: 0h:57 - Spettatori: 300 | Stati Uniti | 3 - 0 | Trinidad e Tobago | 25-10, 25-10, 25-8         |
| 22 agosto 2012 Polideportivo España, Managua Durata: 0h:57 - Spettatori: 300 | Cuba        | 3 - 0 | Trinidad e Tobago | 25-13, 25-8, 25-14         |
| 23 agosto 2012 Polideportivo España, Managua Durata: 1h:49 - Spettatori: 800 | Stati Uniti | 3 - 1 | Cuba              | 19-25, 25-23, 25-23, 25-16 |

#### Classifica
| Pos | Squadra           | Pt | G | V | P | SV | SP | Ratio | PF  | PS  | Ratio |
| --- | ----------------- | -- | - | - | - | -- | -- | ----- | --- | --- | ----- |
| 1   | Stati Uniti       | 9  | 2 | 2 | 0 | 6  | 1  | 6,000 | 169 | 115 | 1,470 |
| 2   | Cuba              | 6  | 2 | 1 | 1 | 4  | 3  | 1,333 | 162 | 129 | 1,256 |
| 3   | Trinidad e Tobago | 0  | 2 | 0 | 2 | 0  | 6  | 0,000 | 63  | 150 | 0,420 |

### Fase finale
|  | Quarti      | Quarti          |                 |             | Semifinali         | Semifinali         |  |  | Finale 1º/2º posto | Finale 1º/2º posto |
|  |             |                 |                 |             |                    |                    |  |  |                    |                    |
|  |             |                 |                 |             |                    |                    |  |  |                    |                    |
|  |             |                 |                 |             |                    |                    |  |  |                    |                    |
|  | -           | -               |                 |             |                    |                    |  |  |                    |                    |
|  | -           | -               |                 |             |                    |                    |  |  |                    |                    |
|  | -           | -               |                 |             |                    |                    |  |  |                    |                    |
|  | -           | -               | Costa Rica      | 0           |                    |                    |  |  |                    |                    |
|  |             |                 | Costa Rica      | 0           |                    |                    |  |  |                    |                    |
|  |             | Messico         | 3               |             |                    |                    |  |  |                    |                    |
|  | Messico     | Messico         | 3               | 3           |                    |                    |  |  |                    |                    |
|  | Messico     |                 |                 | 3           |                    |                    |  |  |                    |                    |
|  | Cuba        | 2               |                 |             |                    |                    |  |  |                    |                    |
|  | Cuba        | 2               | Messico         | 1           |                    |                    |  |  |                    |                    |
|  |             |                 | Messico         | 1           |                    |                    |  |  |                    |                    |
|  |             | Rep. Dominicana | 3               |             |                    |                    |  |  |                    |                    |
|  | -           | Rep. Dominicana | 3               | -           |                    |                    |  |  |                    |                    |
|  | -           |                 |                 | -           |                    |                    |  |  |                    |                    |
|  | -           | -               |                 |             |                    |                    |  |  |                    |                    |
|  | -           | -               | Rep. Dominicana | 3           | Finale 3º/4º posto | Finale 3º/4º posto |  |  |                    |                    |
|  |             |                 | Rep. Dominicana | 3           | Finale 3º/4º posto | Finale 3º/4º posto |  |  |                    |                    |
|  |             | Stati Uniti     | 2               |             |                    |                    |  |  |                    |                    |
|  | Stati Uniti | Stati Uniti     | 2               | 3           | Costa Rica         | 0                  |  |  |                    |                    |
|  | Stati Uniti |                 |                 | 3           | Costa Rica         | 0                  |  |  |                    |                    |
|  | Nicaragua   | 0               |                 | Stati Uniti | 3                  |                    |  |  |                    |                    |
|  | Nicaragua   | 0               |                 |             | 3                  |                    |  |  |                    |                    |
|  |             |                 |                 |             |                    |                    |  |  |                    |                    |
|  |             |                 |                 |             |                    |                    |  |  |                    |                    |

#### Quarti di finale
| 24 agosto 2012 Polideportivo España, Managua Durata: 1h:52 - Spettatori: 350 | Messico     | 3 - 2 | Cuba      | 25-15, 25-19, 21-25, 14-25, 15-12 |
| 24 agosto 2012 Polideportivo España, Managua Durata: 2h:09 - Spettatori: 150 | Stati Uniti | 3 - 0 | Nicaragua | 25-10, 25-7, 25-7                 |

#### Finale 9º posto
| 24 agosto 2012 Polideportivo España, Managua Durata: 0h:57 - Spettatori: ? | Antigua e Barbuda | 0 - 3 | Guatemala | 8-25, 8-25, 13-25 |

#### Finale 7º posto
| 25 agosto 2012 Polideportivo España, Managua Durata: 0h:57 - Spettatori: 100 | Trinidad e Tobago | 0 - 3 | Guatemala | 7-25, 16-25, 7-25 |

#### Semifinali
| 25 agosto 2012 Polideportivo España, Managua Durata: 1h:57 - Spettatori: 600 | Rep. Dominicana | 3 - 2 | Stati Uniti | 22-25, 13-25, 25-21, 25-22, 15-10 |
| 25 agosto 2012 Polideportivo España, Managua Durata: 1h:13 - Spettatori: 300 | Costa Rica      | 0 - 3 | Messico     | 16-25, 19-25, 19-25               |

#### Finale 5º posto
| 26 agosto 2012 Polideportivo España, Managua Durata: 0h:46 - Spettatori: 150 | Cuba | 3 - 0 | Nicaragua | 25-4, 25-8, 25-10 |

#### Finale 3º posto
| 26 agosto 2012 Polideportivo España, Managua Durata: 1h:13 - Spettatori: 200 | Stati Uniti | 3 - 0 | Costa Rica | 25-18, 25-14, 25-22 |

#### Finale
| 26 agosto 2012 Polideportivo España, Managua Durata: 1h:43 - Spettatori: 800 | Rep. Dominicana | 3 - 1 | Messico | 25-19, 25-21, 24-26, 25-11 |

## Classifica finale
| Pos     | Squadra           | Rosa |
| ------- | ----------------- | --- |
| Oro     | Rep. Dominicana   | Formazione: 1 J. Martínez, 2 Fernández, 3 Pérez, 4 García, 5 L. Martínez, 6 N. Martínez, 7 Semfle, 10 Soriano, 11 Hinojosa, 12 Toribio, 15 B. Martínez, 18 González, CT: Pacheco |
| Argento | Messico           | Formazione: 2 Sainz, 3 Pérez, 4 Martínez, 6 Urías, 7 Solís, 8 Isiordia, 10 Zazueta, 11 Güitrón, 12 Celedón, 15 Garza, 16 Gonzáles, 18 Cruz, CT: Vachino                          |
| Bronzo  | Stati Uniti       | Formazione: 2 Willey, 3 Hunter, 7 Lutz, 8 Humphreys, 10 Benson, 11 Washington, 12 Morin, 13 McClendon, 14 Fauntleroy, 15 A. Rolfzen, 16 K. Rolfzen, 19 Stahl, CT: Wilde          |
| 4       | Costa Rica        | Template:Costa Rica femminile under 20 pallavolo nordamericano 2012 |
| 5       | Cuba              | Template:Cuba femminile under 20 pallavolo nordamericano 2012 |
| 6       | Nicaragua         | Template:Nicaragua femminile under 20 pallavolo nordamericano 2012 |
| 7       | Guatemala         | Template:Guatemala femminile under 20 pallavolo nordamericano 2012 |
| 8       | Trinidad e Tobago | Template:Trinidad e Tobago femminile under 20 pallavolo nordamericano 2012 |
| 9       | Antigua e Barbuda | Template:Antigua e Barbuda femminile under 20 pallavolo nordamericano 2012 |

|  |  |  | Qualificate al campionato mondiale 2013 |

## Premi individuali
| Premio                 | Nome              | Squadra         |
| ---------------------- | ----------------- | --------------- |
| MVP                    | Winifer Fernández | Rep. Dominicana |
| Miglior realizzatrice  | Brayelin Martínez | Rep. Dominicana |
| Miglior attaccante     | Sulian Matienzo   | Cuba            |
| Miglior muro           | Angélica Hinojosa | Rep. Dominicana |
| Miglior servizio       | María Álvarez     | Guatemala       |
| Miglior palleggiatrice | Marilyn Pages     | Cuba            |
| Miglior ricevitrice    | Winifer Fernández | Rep. Dominicana |
| Miglior difesa         | Winifer Fernández | Rep. Dominicana |
| Miglior libero         | Winifer Fernández | Rep. Dominicana |